# رود عاصی

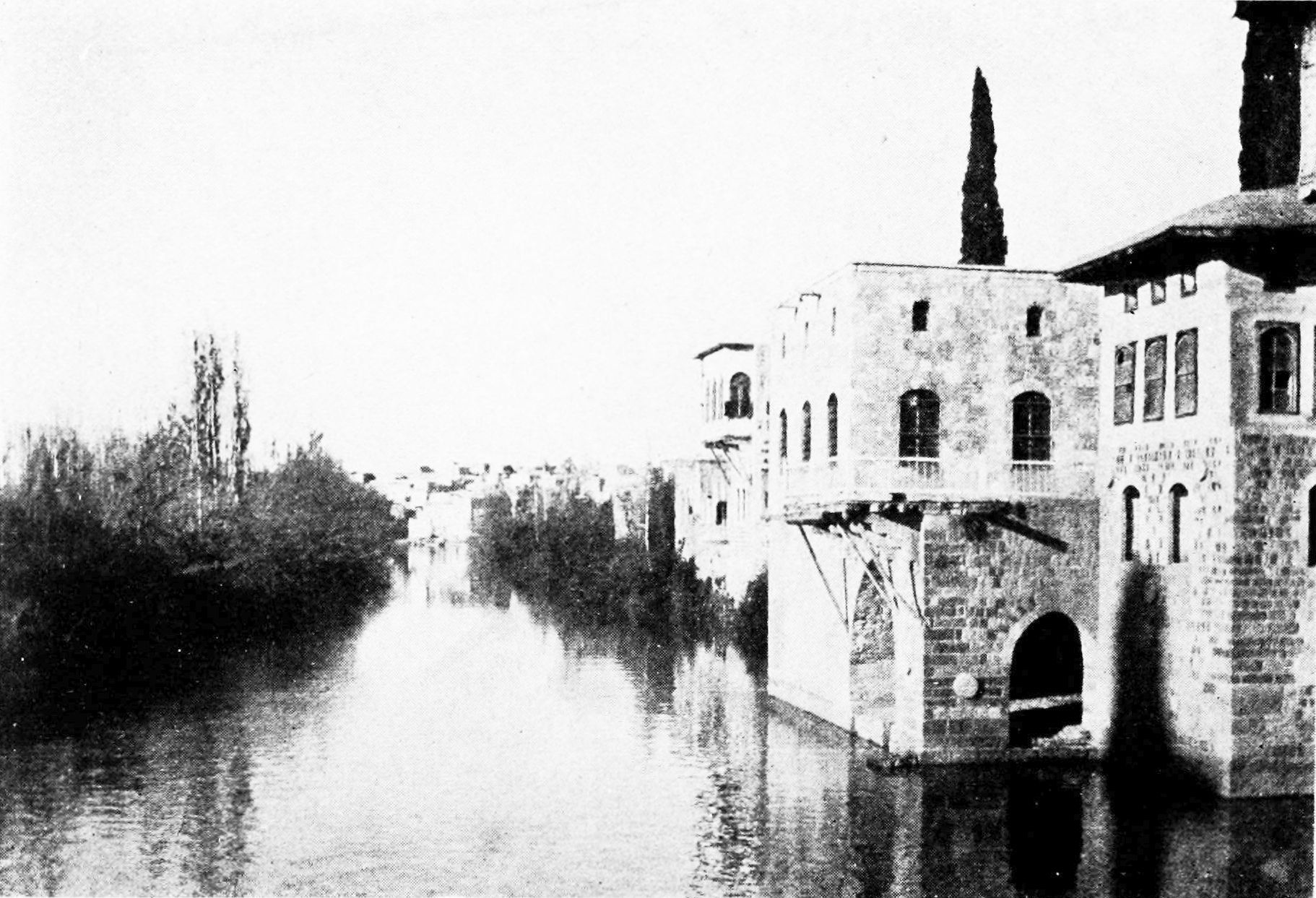
رود عاصی در حماه سوریه. ۱۹۱۴ میلادی.

رود عاصی (به عربی: نهر العاصي‌)، (در زبان‌های غربی: Orontes، از یونانی Ὀρόντης) رودی است که از لبنان سرچشمه گرفته و پس از گذر از سوریه به ترکیه می‌ریزد. طول این رود ۵۷۱ کیلومتر است و شهرهای حمص، حماه، و انطاکیه که زمانی قلب امپراطوری سلوکیان باستان بود در کرانه آن قرار گرفته‌اند. نام ریشه ایرانی دارد و پولیبیوس در تواریخ خود به عبور آنتیوخوس کبیر از کنار کوه "اورونتس در حوالی اکباتان" اشاره میکند . از انجایی که این کوه همان اولند است نام اورونتس صورت هلنی همان الوند در زبان پارسی باستان می باشد . همچنی خانواده ای به نام سلسله اورونتی در ارمنستان دوران هخامنشی حاکم بودند.
بخش اعظم رود عاصی قابل کشتیرانی نیست اما برای آبیاری، به‌ویژه بین حمص و حماه، اهمیت دارد و دره آن راهگذری شمالی جنوبی را به‌وجود آورده‌است.
نام‌های دیگر تاریخی این رود دراکو، تیفون، و آکسیوس است.
نبرد کادش در زمان رامسس دوم، فرعون مصر، در کنار رود عاصی رخ داد و کرانه این رود در سال ۸۵۳ میلادی نیز صحنه نبرد قرقر بود.

## مسیر

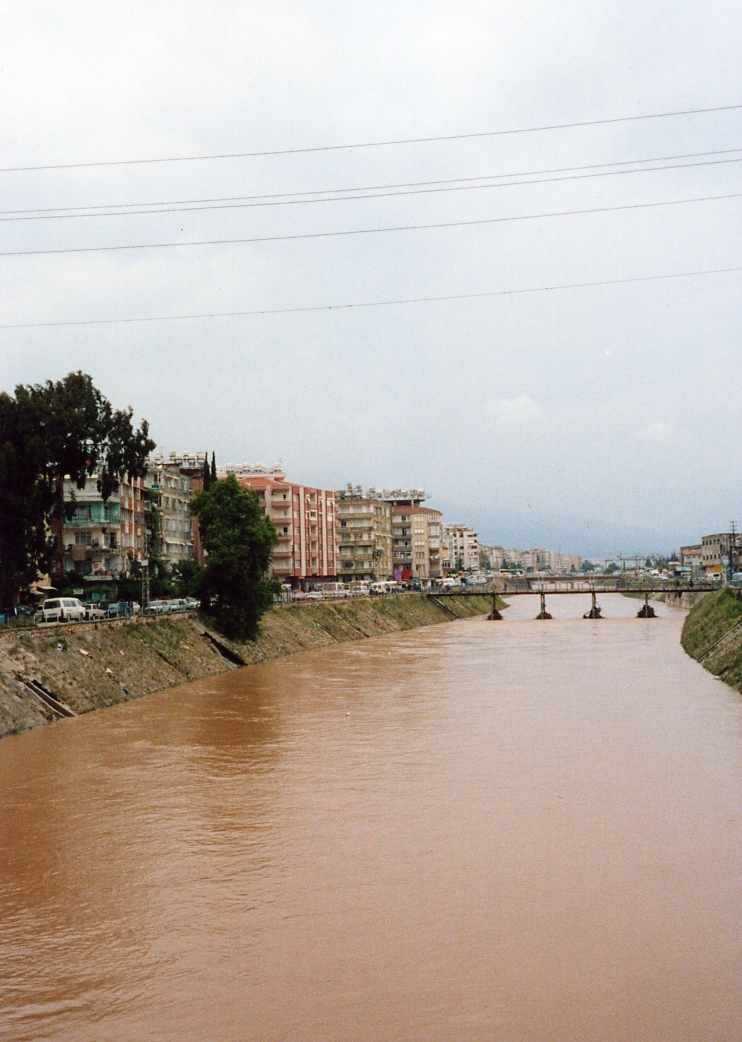
رود عاصی در ترکیه.

این رود از سرچشمه خود در دره بقاع در لبنان مرکزی جاری شده و در میان دو رشته‌کوه موازی لبنان و لبنان شرقی به سوی شمال جریان یافته و وارد سوریه می‌شود. در سوریه سدی بر روی این رودخانه ایجاد شده که دریاچه قَطینه را به‌وجود آورده‌است. رود عاصی در شمال شرقی حماه از دشت حاصلخیز غاب گذشته و وارد ترکیه می‌شود. در ترکیه رود عاصی به سوی غرب منحرف شده و در نزدیکی سمعان‌داغ به دریای مدیترانه می‌ریزد.